# Escritura Moon
El Sistema Moon de Lectura en Relieve (conocido comúnmente como escritura Moon o alfabeto Moon) es un sistema de escritura para ciegos, usando símbolos en relieve en su mayoría derivados del alfabeto latino —pero simplificados—. Es considerado por sus defensores como una forma más sencilla que el braille, ya que es usado mayoritariamente por personas que perdieron la vista siendo adultos, y ya sabían leer el alfabeto latino convencional.

## Historia

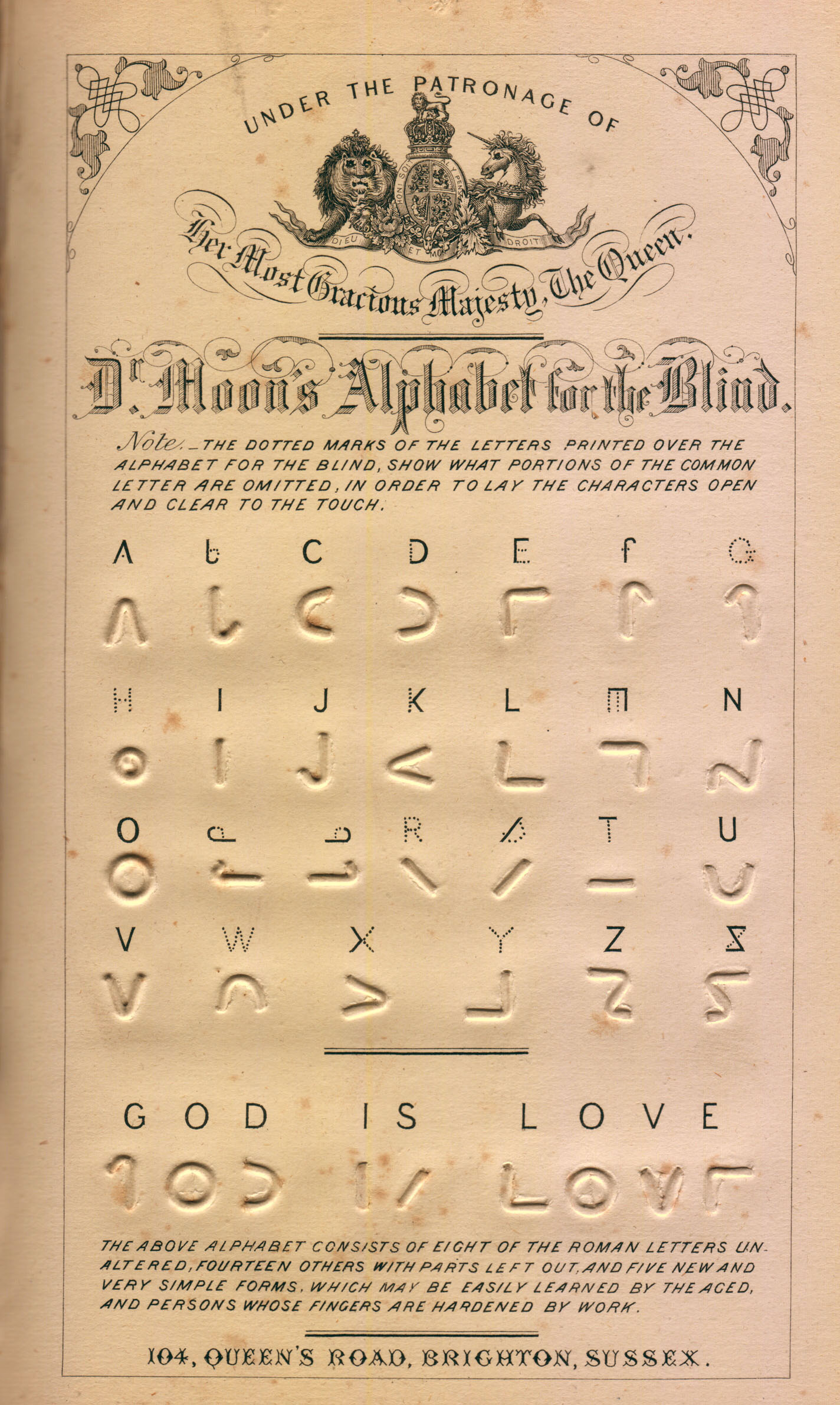
Alfabeto para ciegos del Dr. Moon, extraído de su obra Light for the Blind, publicada en 1877

La escritura Moon fue desarrollada por William Moon (1818—1894), un británico invidente que vivió en Brighton, Sussex del Este. Tras un brote de fiebre escarlata, Moon perdió la vista a los veintiún años, y empezó a ser profesor de niños ciegos. Descubrió que sus estudiantes tenían muchas dificultades para aprender a leer el sistema de escritura en relieve existente, e ideó su propio sistema que sería «abierto y claro para el tacto».
Moon formuló primero sus ideas en 1843 y publicó el esquema en 1845. Aun no siendo tan conocido como el braille, es una valiosa alternativa para los estudiantes de estos sistemas de escritura de todas las edades.
A diferencia de los puntos en el braille, la escritura Moon consta de curvas, ángulos y líneas. Debido a que los caracteres son bastante grandes y más de la mitad de ellos se parecen a su equivalente impreso, la escritura Moon ha sido recibida de mejor forma por aquellos que perdieron la vista en la edad adulta o por quienes tienen una sensibilidad menor al tacto. También ha sido demostrada eficaz como forma de alfabetización para niños que incluían otras dificultades físicas o de aprendizaje.

### Idiomas extranjeros

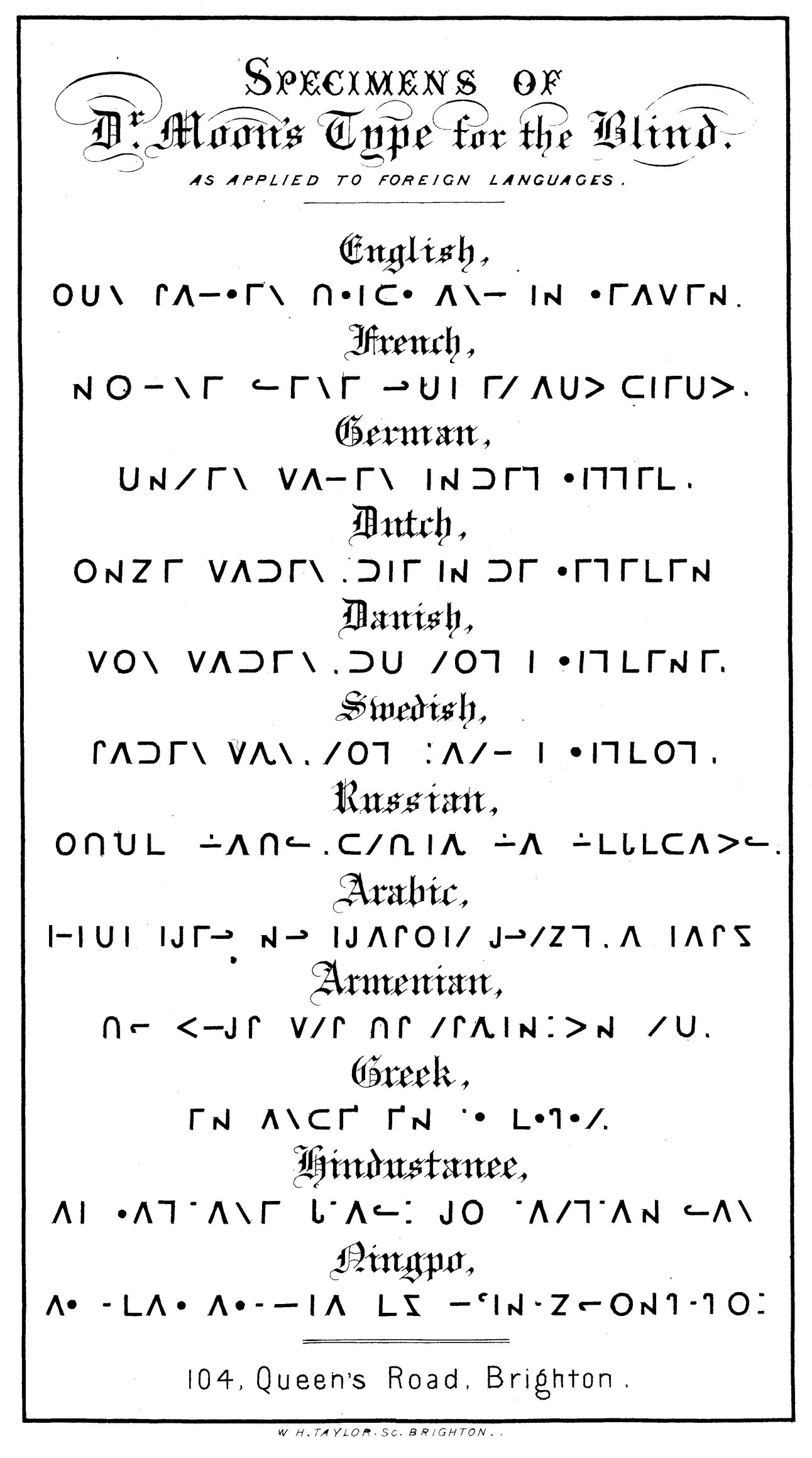
Ejemplos de la escritura para ciegos del Dr. Moon, «Nuestro padre que está en el cielo» aplicado a varios idiomas, de su Light for the Blind, publicado en 1877

Los misioneros cristianos ingleses en Ningbo (China), durante la dinastía Qing, utilizaban la escritura Moon para enseñar a leer a los ciegos de la localidad. Los misioneros que hablaban el dialecto ningbo dirigían el "Hogar para ancianos indigentes", donde la mayoría de los internos eran ciegos. En 1874, un misionero inglés enseñó a un joven ciego a leer el ningbo romanizado escrito en Moon. El Evangelio de Lucas fue entonces transcrito en dos grandes volúmenes de escritura Moon. Un misionero suizo colocó avisos en pancartas por todo Ningbo indicando que daría comida y dinero a los ciegos que lo visitaran. El Evangelio de Marcos se transcribió en escritura Moon utilizando el mandarín romanizado, pero sin las marcas de tono. El misionero Hudson Taylor, que había participado en la transcripción de los evangelios, no consideró necesarias las marcas de tono, ya que la lengua vernácula romanizada de Ningbo nunca ha utilizado marcas de tono. Sin embargo, se distinguieron las consonantes aspiradas.

## Caracteres

### Letras

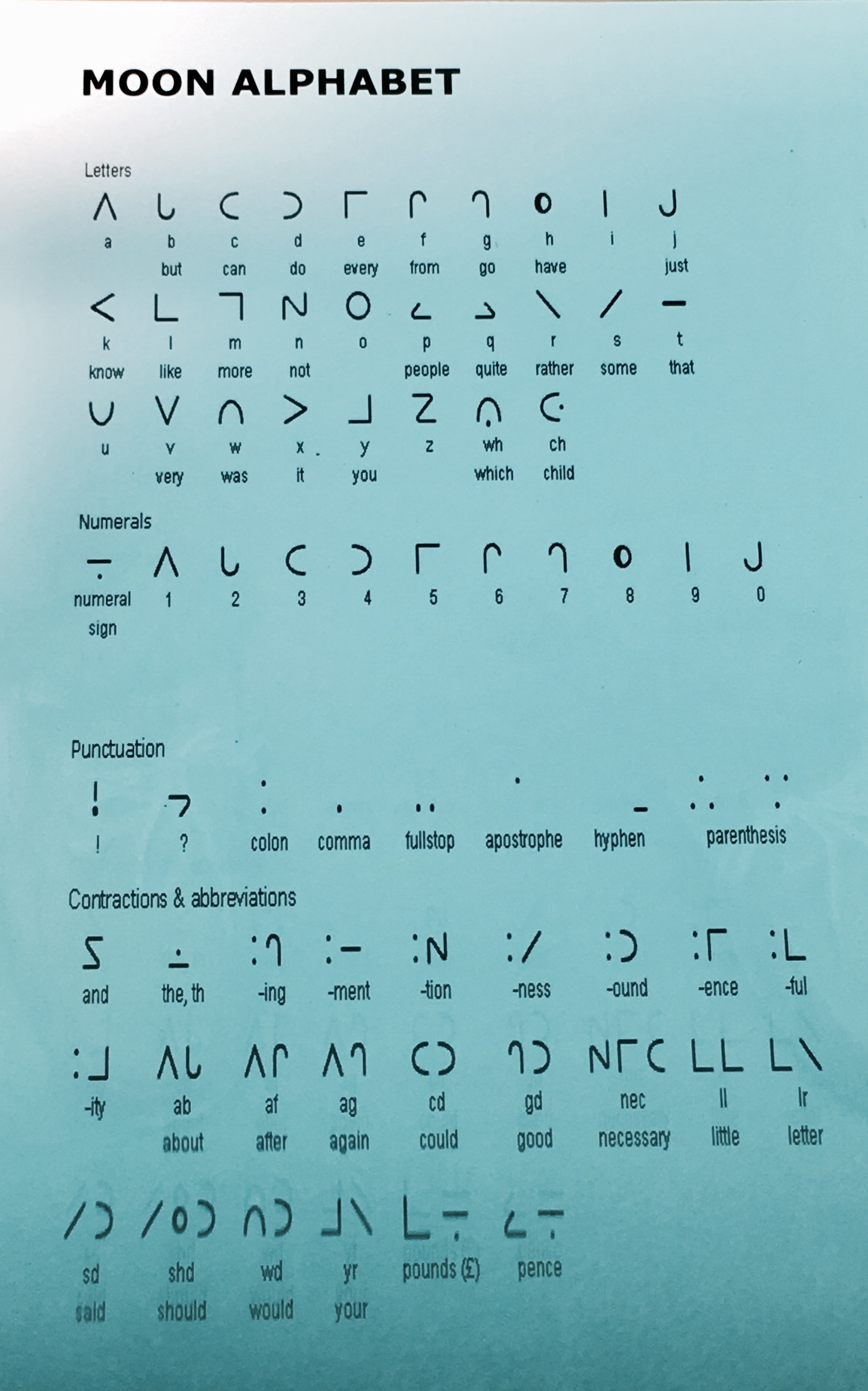
Escritura Moon, incluyendo algunas contracciones

Al igual que con el braille, hay un «Grado 1» que utiliza un carácter lunar por cada carácter latino y un «Grado 2» que utiliza contracciones y taquigrafía que hacen que los textos sean más compactos y rápidos de leer, aunque requieren más estudio.

### Números
Al igual que el braille, la versión inicial de la escritura Moon utilizaba las diez primeras letras con un símbolo de «inicio de número» como dígitos.
| Inicio | 1 | 2 | 3 | 4 | 5 | 6 | 7 | 8 | 9 | 0 |
| ------ | - | - | - | - | - | - | - | - | - | - |
|        |   |   |   |   |   |   |   |   |   |   |

Una versión posterior utilizaba símbolos diferentes para cada dígito (StaffsMaths). Estos símbolos son más complejos de imprimir.

### Puntuación
La escritura también incluye puntuación.

### Moon Punteado
Además del tipo original formado por líneas, existe la posibilidad de utilizar ciertos relieves del braille para producir patrones de puntos (Moon Punteado o Moon de Puntos) en forma de escritura Moon. Los patrones se disponen como una cuadrícula de 5x5.

## Dirección
Inicialmente, el texto cambiaba de dirección (pero no de orientación de los caracteres) al final de las líneas. Unas líneas especiales en relieve conectaban el final de una línea y el comienzo de la siguiente. Alrededor de 1990, cambió a una orientación de izquierda a derecha.

## Recepción
El Royal National Institute of Blind People prefiere el braille por una mayor universalidad.